# 深海魚 (漫画家)
深海 魚（ふかみ さかな、1980年11月5日 - ）は、日本の漫画家。兵庫県生まれ、山口県出身、千葉県在住。女性。血液型O型。
1997年、「め・が・ね」（『少女コミック』9月増刊号）でデビュー。以降少女誌で活動していたが、2008年、青年誌である『ビッグコミックスピリッツ』に活動の場を広げ、2008年6・7合併号から2008年44号まで『男魂!!インポッシブル』を連載した。

## 作品リスト

### 漫画作品

#### 連載
- お約束・です（『少女コミック』1999年21号 - 1999年23号）
- キスが先でしょ!?（『少女コミック』2000年13号 - 2000年15号）
- 解禁☆アニマル保健室！（『少女コミック』2000年23号 - 2001年1号）
- CUT!!（『少女コミック』2001年23号 - 2002年2号）
- 男魂!!インポッシブル（『ビッグコミックスピリッツ』2008年6・7合併号 - 2008年44号）
- 一度セックスするまで死ねない！（『姉系プチコミック』）
- 恥ずかしいので、また今夜（『姉系プチコミック』）
- 好きになるまで傷つけて（『姉系プチコミック』2020年9月号 - 2022年7月号）
- レス ─ヘタくそなのはお互いさまです。─（『姉系プチコミック』2022年11月号[1] - 連載中）

#### 読み切り
- め・が・ね（『少女コミック増刊』1997年9月号）
- せっぷん危険日
- ふつつかものですが…
- ナイショにしてね（『少女コミック』1999年7号）
- 愛しのテレ屋さん（『少女コミック』1999年11号）
- 春・襲来（『少女コミック』2000年3号）
- ホワイト・プレゼント（『少女コミック』2000年7号）
- ナイショにしてね（『ポシェット』2000年7月号）
- ゾクゾクの予感（『少女コミック』2000年21号）
- むかえにきてね（『少女コミック』2001年6号）
- サバイバル・ライバル（『少女コミック』2001年15号）
- ダディ&ダーリン（『ChuChu』2001年9月号）
- 恋の時限爆弾（『少女コミック』2001年19号）
- 清く愛して（『少女コミック』2002年13号）
- 好きがあればなんでもできる！（『少女コミック』2002年19号）
- イラ×イラ（『少女コミック』2003年17号）
- コイブミ（『少女コミック』2003年21号）
- コズミック★ガール（『少女コミック』2003年24号、2004年1号）
- LOST BABY（『少女コミック増刊』2004年4月15日号）
- 天・使・依・存（『少女コミック増刊』2004年8月15日号）
- ヨコレンボ（『少女コミック増刊』2004年10月15日号）
- ラブボディ・ファイバー（『少女コミック』2004年22号）
- ベイビーズ☆ラック（『少女コミック増刊』2004年12月15日号）
- 恋愛法度（『少女コミック増刊』2005年2月14日号）
- SPRING・QUEEN（『少女コミック増刊』2005年4月15日号）
- Private Garden（『少女コミック増刊』2005年6月15日号）
- 「原宿の母」占いレポート！（『少女コミック』2005年13号）
- ワイルドナイトストリッパー（『少女コミック増刊』2005年8月15日号）
- SPキャット（『少女コミック増刊』2005年10月15日号）
- オニに彼女（『少女コミック増刊』2005年12月15日号）
- X-day（『少女コミック増刊』2006年4月15日号）
- メイドソウル!!（『少女コミック増刊』2007年4月15日号）
- 二択の女王!!（『ビッグコミックスピリッツ』2007年32号）
- ファミレスの中心でSEXと叫ぶ2名様。（『ビッグコミックスピリッツCasual』2007年6月1日号、2007年9月15日号、2008年9月11日号）
- 許婚シリーズ
  - ハツコイと許嫁
  - ハジメテと許嫁
  - ハレノヒと許嫁
- 限界オフィスラブ
- 女神は傷だらけ
- これはある夜の恋バナなのですが（『プチコミック増刊』2022年冬号）

### 書籍
全て小学館より刊行。
- 『お約束♡です』[2]2000年2月26日発売、ISBN 4-09-137871-4）
- 『キスが先でしょ!?』[3]2000年11月25日発売、ISBN 4-09-137872-2
- 『解禁☆アニマル保健室！』[4]2001年3月26日発売、ISBN 4-09-137873-0
- 『Cut!!』[5]2002年3月26日発売、ISBN 4-09-137874-9
- 『イラ×イラ』[6]2004年3月26日発売、ISBN 4-09-137875-7
- 『恋愛法度』[7]2005年9月26日発売、ISBN 4-09-137876-5
- 『男魂!!インポッシブル』2008年刊、全3巻
  1. 2008年5月発売、ISBN 978-4-09-182090-7
  2. 2008年8月29日発売、ISBN 978-4-09-182134-8
  3. 2008年11月28日発売、ISBN 978-4-09-182219-2
- 『おねだりガール』2013年9月10日発売[8]、ISBN 978-4-09-135555-3
  - 『おねだりガール+』2016年2月10日発売[9]、ISBN 978-4-09-138290-0
- 『ない嫁シリーズ』2014年 - 2024年刊、全6巻
  - 『惚れない花嫁』2014年5月9日発売[10]、ISBN 978-4-09-136064-9
  - 『イケない花嫁』2015年3月10日発売[11]、ISBN 978-4-09-136798-3
  - 『抱けない花嫁』2016年2月10日発売[12]、ISBN 978-4-09-138154-5
  - 『堕ちない花嫁』2017年3月10日発売[13]、ISBN 978-4-09-139247-3
  - 『秘めない花嫁』2018年6月8日発売[14]、ISBN 978-4-09-870071-4
  - 『惚れない花嫁-ボーナストラック-』2024年5月10日発売[15]、ISBN 978-4-09-872611-0
- 『一度セックスするまで死ねない！』2017年 - 2018年刊、全2巻
  1. 2017年10月10日発売[16][17]、ISBN 978-4-09-139650-1
  2. 2018年2月9日発売[18]、ISBN 978-4-09-139839-0
- 『恥ずかしいので、また今夜』2019年 - 2020年刊、全3巻
  1. 2019年4月10日発売[19][20]、ISBN 978-4-09-870458-3
  2. 2019年12月10日発売[21]、ISBN 978-4-09-870682-2
  3. 2020年8月7日発売[22]、ISBN 9784098711185
- 『好きになるまで傷つけて』2021年 - 2022年刊、全3巻
  1. 2021年4月9日発売[23][24]、ISBN 978-4-09-871346-2
  2. 2021年12月10日発売[25]、ISBN 978-4-09-871530-5
  3. 2022年10月7日発売[26]、ISBN 978-4-09-871805-4
- 『ハツコイと許嫁』2021年5月10日発売[27]、ISBN 978-4-09-871348-6
- 『レス-ヘタくそなのはお互いさまです。-』2023年 - 刊、既刊4巻（2025年4月10日現在）
  1. 2023年6月9日発売[28]、ISBN 978-4-09-872118-4
  2. 2024年2月8日発売[29]、ISBN 978-4-09-872518-2
  3. 2024年10月10日発売[30]、ISBN 978-4-09-872842-8
  4. 2025年4月10日発売[31]、ISBN 978-4-09-873099-5

### その他
- アクアマリンの神殿（著：海堂尊、ブロック紙3社連合、2011年5月6日 - 2012年6月30日連載[32]）イラスト